# Senoprosopis diardii
Senoprosopis diardii là một loài ruồi trong họ Asilidae. Senoprosopis diardii được Macquart miêu tả năm 1838. Loài này phân bố ở miền Ấn Độ - Mã Lai.